# تراوانکور
تراوانکور (به لاتین: Travancore) یک منطقهٔ در راج بریتانیا است.یک پادشاهی هندی از حدود سال ۱۷۲۹ تا ۱۹۴۹ بود. که توسط خانواده سلطنتی تراوانکور از پادمانابهاپورام و بعداً تیروانوانتاپورام اداره می شد. در اوج قدرت ، این پادشاهی بیشتر مناطق جنوبی کرالای امروزی را تحت پوشش خود قرار داده بود درفش رسمی این ایالت قرمز بود و پوسته ی نقره ای در وسط آن بود پادشاه مارتاندا وارما در سال ۱۷۲۳ دولت کوچک فئودالی وناد را به ارث برد و آنگاه آن دولت را به پادشاهی تراوانکور ،که یکی از قدرتمندترین پادشاهی های جنوب هند بود تبدیل کرد. مارتاندا وارما در طول جنگ تراوانکور – هلندی در سالهای ۱۷۳۹ تا ۱۷۴۶که منجر به نبرد کولاچل شد ، نیروهای تراوانکور را رهبری کرد. شکست هلندی ها توسط تراوانکور اولین نمونه از مواردی بود که قدرت سازمان یافته ای از آسیا بر فناوری و تاکتیک های نظامی اروپا غلبه یافته است. مارتاندا وارما در ادامه بسیاری از خرده سلطنت های حاکمان بومی را فتح کرد.
در اوایل قرن نوزدهم ، این پادشاهی به جزیی از امپراتوری انگلیس تبدیل شد. دولت تراوانکور گامهای مترقی زیادی را در حوزه اقتصادی - اجتماعی برداشت و در زمان سلطنت ماهاراجا سر چیتیرا تیرونال بالاراما وارما ، تراوانکور موفقیتهای بزرگی در آموزش ، اداره سیاسی ، کارهای عمومی و اجتماعی ، بدست آورد و به یک دولت مدرن تبدیل شد.